# Zhang Ailing

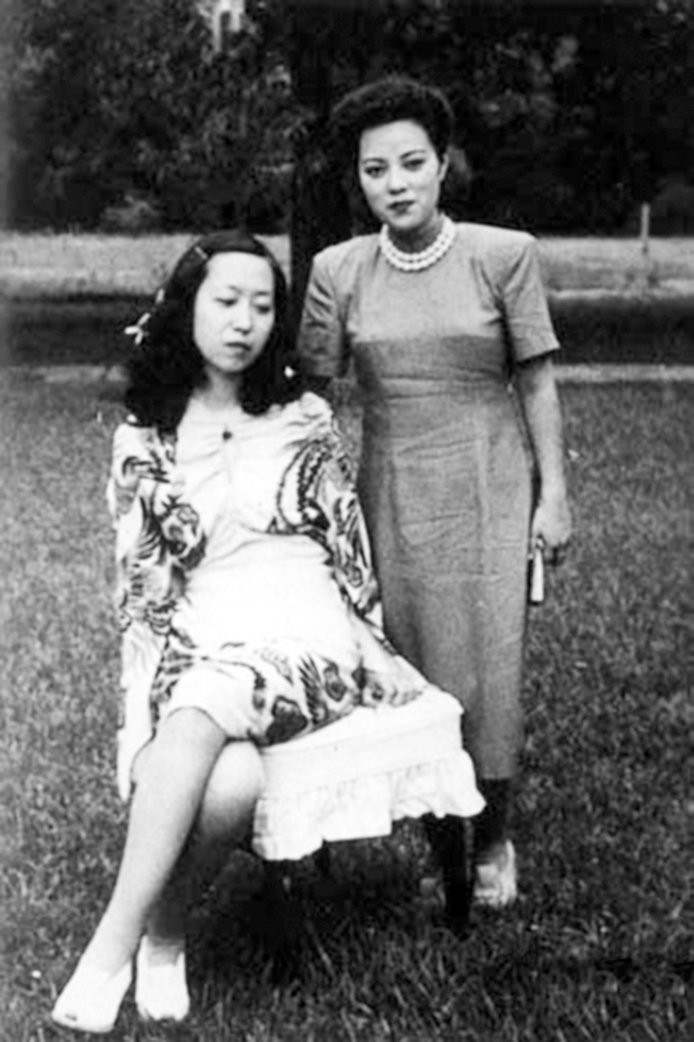
Zhang Ailing (links) und Yoshiko Ōtaka in Shanghai (1945)

Zhang Ailing (chinesisch 張愛玲 / 张爱玲, Pinyin Zhāng Àilíng, W.-G. Chang Ai-ling; auch Eileen Chang; * 30. September 1920 als Zhang Ying (張煐 / 张煐,  Zhāng Yīng,  Chang Ying) in Shanghai, Republik China; † 8. September 1995 in Los Angeles, Vereinigte Staaten) war eine chinesische Schriftstellerin und Drehbuchautorin. Sie zählt zu den modernen Klassikern der chinesischen Literatur.

## Leben
In Shanghai geboren und aufgewachsen, war Zhang zeit ihres Lebens bekannt für ihre Liebesgeschichten und -romane, die häufig auch seelische Abgründe und dunkle Seiten miteinbeziehen.
1943 veröffentlichte sie ihren ersten Roman Liebe in einer gefallenen Stadt (傾城之戀 / 倾城之恋,  Qīngchéng zhī liàn), mit dem sie zur bekanntesten Autorin Shanghais avancierte. 1953 verließ sie Shanghai und arbeitete fortan bei der American News Agency in Hongkong.
Der Roman The Rice Sprout Song wurde noch in Hong Kong auf Englisch geschrieben. Im Jahr 1955 übersiedelte sie in die USA, wo sie The Rice Sprout Song ins Chinesische übertrug – diese Fassung erschien erstmals 1968 in Taiwan – und weitere Romane schrieb. The Fall of the Pagoda und The Book of Changes fanden lange Zeit keinen Verlag und wurden posthum (2010) veröffentlicht.
Ihr Werk beschäftigt sich häufig mit der spannungsgeladenen Beziehung zwischen Mann und Frau. Die Verfilmung ihrer Kurzgeschichte Sè, jiè durch den taiwanesischen Filmregisseur Ang Lee erhielt bei den Internationalen Filmfestspielen von Venedig 2007 den Goldenen Löwen.

## Werke (Auswahl)
- Jīnsuǒjì (金鎖記 / 金锁记), 1950.
  - Das goldene Joch, Erzählungen; Übersetzung von Wulf Begrich. Ullstein, Berlin 2011. ISBN 978-3-550-08872-8
- Sè, Jiè (色、戒), 1979
  - Lust, Caution. Englische Übersetzung von Julia Lovell, 2007
  - Gefahr und Begierde, Übersetzung von Wolf Baus, Susanne Hornfeck, Wang Jue. Claassen, Düsseldorf 2008. ISBN 978-3-548-60917-1[1]
- The Rice-Sprout Song. Der Roman erschien zunächst 1955 auf Englisch.
  - Yānggē (秧歌), 1968. Chinesische Fassung von Zhang Ailing.
  - Das Reispflanzerlied. Übersetzung aus dem Englischen von Gabriele Eckehard, 1956.
  - Das Reispflanzerlied. Übersetzung aus dem Englischen „unter Berücksichtigung des Chinesischen“ von Susanne Hornfeck. Claassen Verlag, Düsseldorf 2009.
- Liúyán (流言)
  - Written on Water. Englische Übersetzung von Andrew Jones.
- Bànshēng yuán (半生緣 / 半生缘)
- Qīngchéng zhī liàn (傾城之戀 / 倾城之恋)
  - Love in a Fallen City. Englische Übersetzung von Karen Kingsbury und Eileen Chang.
- Hóng méigui yǔ bái méigui (紅玫瑰與白玫瑰 / 红玫瑰与白玫瑰)
- Yuàn Nǚ (怨女)
  - The Rouge of the North. HC ISBN 0-520-21438-2 PB 0520210875
- Tóngxué shàonián dōu bù jiàn (同學少年都不賤 / 同学少年都不贱)
  - Die Klassenkameradinnen. Roman (postum; auch als Novelle bezeichnet). Übersetzung aus dem Chinesischen von Susanne Hornfeck und Wang Jue. Ullstein, Berlin 2020, ISBN 978-3-550-05014-5

## Verfilmungen
- Ann Hui, Eine Liebe in Hongkong (Love in a Fallen City, Qīngchéng zhī liàn), Hongkong 1984
- Ann Hui, Eighteen Springs (Bànshēng yuán), Hongkong 1997
- Ang Lee, Gefahr und Begierde (Lust, Caution, Sè, jiè), Taiwan, USA, China 2007